# 克里姆基 (什波拉區)
48°56′30″N 31°25′28″E / 48.94167°N 31.42444°E
克里姆基（烏克蘭語：Кримки）是位於烏克蘭中部的村莊，由切爾卡瑟州裡茲韋尼霍羅德卡區的什波拉市鎮負責管轄。該村海拔高度213米，2024年該城鎮人口720，97%居民使用烏克蘭語。